# We Wish You a Merry Christmas (videohra)
We Wish You a Merry Christmas je vánoční videohra pro Wii. Hra obsahuje celkem 13 vánočních miniher, jako například Candy Cane Lanes, Present Catch, nebo Elf Hunt. Hra obsahuje také adventní kalendář. Hráč také může psát dopisy Santovi nebo si přehrávat vánoční koledy. Do hry se mohou připojit až čtyři hráči.
Hra se jmenuje podle stejnojmenné anglické vánoční koledy.